# R

R \ إر \ هو الحرف الثامن عشر في الأبجدية اللاتينية، ويسمى في اللغة الإنجليزية «آر». يعود أصل الحرف R إلى الهيروغليفية في مصر القديمة، حيث كان يرمز له بالرأس، ويلفظ "t-p"، ولكن استخدمه الساميون لاحقاً واستبدلوه في لغاتهم إلى حرف الراء (Resh). نشأ حرف R من الحرف P الإغريقي (Rho)، وحرف R اللاتيني. وأضاف الأتروسكان على الحرف للتوضيح وإزالة تشابهه مع الحرف P. يمثل الحرف في الألفبائية الصوتية الدولية الآن بالرمز [r].
| D1 |

| D1 |

## الترميز في الحاسوب
في الترميز (Unicode) يمثل الحرف الكبير R بالشيفرة "U+0052"، أما الحرف الصغير r بالشيفرة "U+0072". وفي الآسكي (ASCII) يمثل الحرف الكبير 82، والصغير 114. أما في نظام العد الثنائي فيرمز للحرف الكبير "01010010"، والصغير "01110010". شيفرة كود التبادل الموسع للترميز العشري الثنائي للحرف الكبير 217، وللصغير 153. وفي HTML وXML يرمز للحرف الكبير "R"، والصغير "r".

## استخدامات أخرى
- يمثل الحرف R في التقاويم بيوم الخميس.
- في الكيمياء والالفيزياء يرمز لثابت الغاز.
- في الألوان يمثل اللون الأحمر.
- في التجارة يمثل العلامة التجارية المسجلة "®".
- في الحاسوب، لغة البرمجة R.
- في السياقة يمثل حرف R الحركة إلى الخلف.
- في الهندسة الإلكترونية رمز ال[وضح من هو المقصود ؟] الإلكترونية.
- في السينما R هو تصنيف سني يدل على أن الفيلم لا يصلح لمن تقل أعمارهم عن 17.
- في جنوب أفريقيا يمثل العملة (راند).
- في الهندسة الرياضية يمثل نصف قطر.
- في الرياضيات يمثل الأعداد الحقيقية ({\displaystyle \mathbb {R} }).
- في الملاحة يشير إلى جهة ال[وضح من هو المقصود ؟].
- في الطب يشير إلى الوصف الطبي (العلاج) ويكتب Rx